# Distretto di Manzanares
Il distretto di  Manzanares è uno dei diciassette distretti della provincia di Concepción, in Perù. Si trova nella regione di Junín e si estende su una superficie di 20,36   chilometri quadrati.